# De blauwe vogel van het geluk
De blauwe vogel van het geluk is een kunstwerk in Amsterdam-Zuidoost.

Kunstenaar Jan Kuipers liet zich voor dit beeld inspireren door het verhaal/theaterstuk De blauwe vogel (Frans: l'Oiseau bleu) van Maurice Maeterlinck. Daarin proberen zus Mytyl en broer Tyltyl een blauwe vogel te vangen, zodat zij daarmee hun zieke buurmeisje kunnen genezen. Zij weten hem te vangen, maar die verschiet meteen van kleur en is daarmee subiet nutteloos. Daarop proberen Mytyl en Tyltyl het met hun eigen duif; eenmaal overhandigd aan het buurmeisje kleurt die duif blauw waarmee het meisje gered wordt. Kunstwacht Amsterdam omschreef de kern van het verhaal als volgt: 
Wil je wat voor een ander betekenen, dan moet je iets van jezelf kunnen geven.

Het beeld uit circa 1978 van cortenstaal en roestvast staal is gemonteerd aan het gebouw van Drostenburg, dat onderdak biedt aan een 
Een openbare school voor leerlingen van 4 tot 19 jaar met een behoefte aan passend onderwijs, revalidatie en/of verpleegkundige zorg.
 In het gebouw zijn ook behandelruimten aanwezig voor bijvoorbeeld revalidatie. De namen van de twee genoemde kinderen zijn gekoppeld aan de mytylschool en tyltylschool. Het beeld in de vorm van twee grote veren hangt sinds de plaatsing aan de buitengevel van de genoemde school en werd in 2018 verplaatst naar de nieuwe gevel. Het gebouw staat op het adres Drostenburg; het beeld is te zien vanaf de Dolingadreef en/of ondergelegen voet- en fietspad.